# Бом, Алек
Алек Дэниел Бом (англ. Alec Daniel Bohm, 3 августа 1996, Линкольн, Небраска) — американский бейсболист, игрок третьей базы клуба Главной лиги бейсбола «Филадельфия Филлис». Игрок национальной сборной США.

## Биография
Алек Бом родился 3 августа 1996 года в Линкольне в штате Небраска. Он окончил католическую школу Ронкалли в Омахе. В течение четырёх лет Бом играл за её бейсбольную команду. В выпускном классе его показатель отбивания 53,3 % стал лучшим в штате. Также он занимал первое место в рейтинге лучших игроков Небраски по версиям сайтов MaxPreps и Perfect Game. С 2016 по 2018 год он выступал за команду Уичитского университета в чемпионате NCAA. На драфте Главной лиги бейсбола 2018 года Бом был выбран клубом «Филадельфия Филлис» под общим третьим номером. Руководитель скаутской службы клуба Джонни Альмараз высоко оценил перспективы новичка и отметил, что в отдельные моменты Бома просматривало до двадцати сотрудников «Филлис».
В профессиональном бейсболе Бом дебютировал в составе команды «Уильямспорт Кросскаттерс», в 2018 году он также сыграл за фарм-клуб Филадельфии в Лиге Галф-Кост. Сезон 2019 года Бом начал в составе клуба «Лейквуд Блу Клос», за который сыграл в 22 матчах. Затем он провёл 40 игр за «Клируотер Трешерс» в лиге уровнем выше и был переведён в состав «Рединг Файтин Филс». На всех трёх уровнях фарм-системы он демонстрировал эффективную игру на бите, но не лучшим образом проявлял себя в защите. Суммарно Бом за сезон провёл 125 матчей, отбивая с показателем 30,5 %, выбив 21 хоум-ран и набрав 80 RBI. В октябре 2019 года он вошёл в состав сборной США на игры турнира Premier12, который также являлся этапом отбора к летним Олимпийским играм в Токио. Планировалось, что 2020 год он начнёт на уровне AAA-лиги, но затем сезон в младших лигах был отменён из-за пандемии COVID-19. Он был включён в расширенный состав «Филлис», игроки которого готовились к чемпионату на базе в Лихай-Вэлли. Тринадцатого августа 2020 года Бом дебютировал в Главной лиге бейсбола. В играх регулярного чемпионата он выходил на биту 180 раз, отбивал с эффективностью 33,8 % и набрал 23 RBI. По его итогам он стал лучшим среди новичков Национальной лиги в нескольких статистических категориях. В голосовании, определявшем лучшего новичка Национальной лиги, Бом разделил второе место с Джейком Кроненуортом.